# 슈토

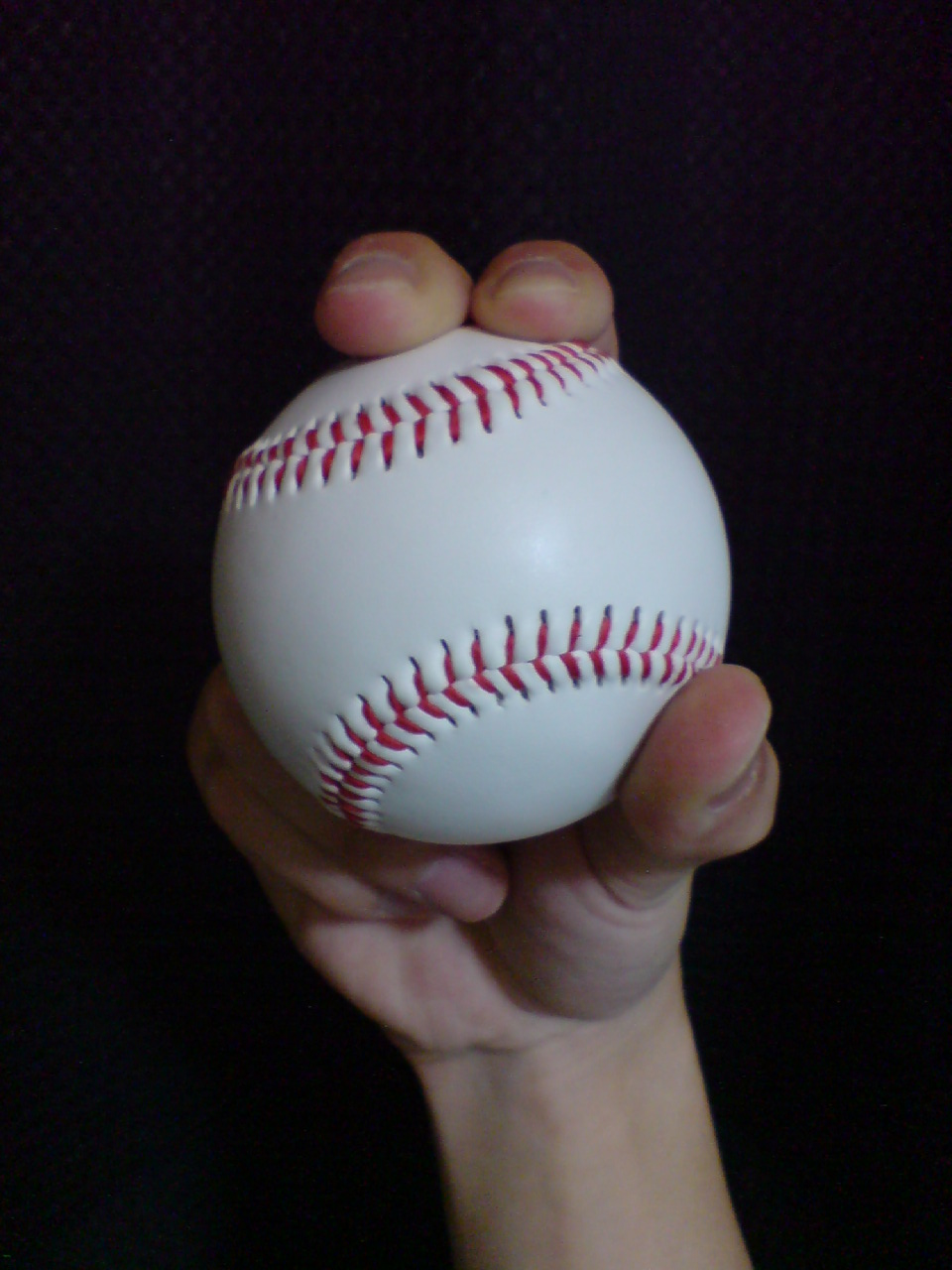
슈트

슈트(일본어: シュート, 영어: shuuto, shootball)는 야구의 구종 (변화구) 중 하나인데, 비교적 빠른 구속으로 투수의 오른팔 방향으로 구부린다.